# Quartier général du Führer
Pour les articles homonymes, voir FHQ.

Carte des Quartiers généraux du Führer.

Le Quartier général du Führer, en allemand Führerhauptquartier, abrégé en FHQ, est le nom donné aux quartiers généraux construits pour le Führer, Adolf Hitler, en tant que commandant en chef des Forces armées allemandes avant et pendant la Seconde Guerre mondiale.
Parmi les plus connus, on peut citer :
- le Führerbunker, enterré sous la Neue Reichskanzlei (nouvelle chancellerie du Reich) à Berlin, dans lequel Hitler s'est suicidé le 30 avril 1945 ;
- la Wolfsschanze, la Tanière du Loup, en Prusse-Orientale où notamment le colonel von Stauffenberg a tenté d'assassiner Hitler lors de l’attentat du 20 juillet 1944 ;
- le Berghof, dans les Alpes bavaroises, résidence privée de Hitler, fréquentée notamment par des personnalités étrangères et des hauts dignitaires du Reich.

En 2025, le mieux conservé de tous est : le Wolfsschlucht II, dans le nord de la France à proximité du village de Margival (Aisne).

## Différents quartiers généraux

### Quartiers généraux fixes
Le tableau ci-dessous fournit :
- la liste des dix Quartiers généraux qui ont été utilisés (au moins une journée) par le Führer[b] ;
- puis la liste de ceux qui n'ont pas été utilisés par Hitler[b], notamment s'ils n'ont pas été achevés.

| N°  | Nom               | Autres noms                                    | Localisation                                | Début de construction | Achèvement | Utilisé comme Quartier général du Führer |
| --- | ----------------- | ---------------------------------------------- | ------------------------------------------- | --------------------- | ---------- | --- |
| 1.  | Adlerhorst        | Mühle (OT) Bauvorhaben Z Lager K Bauvorhaben C | Bad Nauheim, Reich allemand                 | 1er septembre 1939    | oui        | oui : utilisé par Hitler durant la bataille des Ardennes (de décembre 1944 à janvier 1945)                                                               |
| 2.  | Anlage Süd        | Askania Süd                                    | Strzyżów (All. Strezow), Pologne            | 1er octobre 1940      | oui        | oui : Hitler y rencontre Benito Mussolini les 27 et 28 août 1941                                                                                         |
| 3.  | Berghof           | aucun                                          | Obersalzberg, Berchtesgaden, Reich allemand | vers 1934             | oui        | oui, mais non usuellement désigné comme étant un Quartier général du Führer                                                                              |
| 4.  | Felsennest        | aucun                                          | Rodert, Bad Münstereifel, Reich allemand    | inconnue              | oui        | oui : utilisé par Hitler en mai 1940 |
| 5.  | Führerbunker      | aucun                                          | Berlin, Reich allemand                      | 1936 et 1943          | oui        | oui : Hitler l'occupe de janvier 1945 jusqu'à son suicide le 30 avril 1945 ; cependant non usuellement désigné comme étant un Quartier général du Führer |
| 6.  | Tannenberg,       | aucun                                          | Freudenstadt/Kniebis, Reich allemand        | 1er octobre 1939      | oui        | oui : du 28 juin au 5 juillet 1940, après la campagne de France                                                                                          |
| 7.  | Werwolf           | Eichenhain                                     | Vinnytsia, Union soviétique                 | 1er novembre 1941     | oui        | oui |
| 8.  | Wolfsschanze      | Askania Nord                                   | Rastenburg Reich allemand                   | 1er décembre 1940     | oui        | oui : du 24 juin 1941 au 20 novembre 1944 |
| 9.  | Wolfsschlucht I   | aucun                                          | Brûly-de-Pesche près de Couvin, Belgique    | 24 mai 1940           | oui        | oui : du 6 au 28 juin 1940 |
| 10. | Wolfsschlucht II  | W2                                             | Margival, France                            | 1er septembre 1942    | oui        | oui : le 17 juin 1944, sur une seule journée |
|     |                   |                                                |                                             |                       |            | |
| 11. | Anlage Mitte      | Askania Mitte                                  | Tomaszów Mazowiecki, Pologne                | 1er décembre 1940     | oui        | Non : utilisé seulement par l'industrie |
| 12. | Anlage Riese      | aucun                                          | Waldenburg, Reich allemand                  | octobre 1943          | Non        | Non |
| 13. | Bärenhöhle        | aucun                                          | Smolensk, Union soviétique                  | 1er octobre 1941      | oui        | Non : utilisé seulement par le Heeresgruppe Mitte |
| 14. | Olga              | aucun                                          | À 200 km au nord de Minsk, Union soviétique | 1er juillet 1943      | Non        | Non |
| 15. | S III             | Wolfsturm, Olga, etc.                          | Ohrdruf, Reich allemand                     | automne 1944 (?)      | Non        | Non |
| 16. | Siegfried         | aucun                                          | Pullach, Reich allemand                     | 1943                  | oui        | Non |
| 17. | Waldwiese         | aucun                                          | Glan-Münchweiler, Reich allemand            | 1er octobre 1939      | oui        | Non |
| 18. | Wasserburg        | aucun                                          | Pskov (Pleskau), Union soviétique           | 1er novembre 1942     | oui        | Non : assigné au Heeresgruppe Nord |
| 19. | Wolfsschlucht III | W3                                             | Saint-Rimay, France                         | 1er mai 1942          | Non        | Non |
| 20. | Zigeuner          | Brunhilde                                      | Angevillers, France                         | 1er avril 1944        | Non        | Non |

### Quartiers généraux mobiles

#### Train spécial (FührersonderzugouAmerika)
Le train spécial du Führer, Führersonderzug en allemand, désigne le train fréquemment utilisé par Adolf Hitler pour voyager à travers l'Europe entre ses différents quartiers généraux (cf. infra). Après qu'Hitler a vu le train de Mussolini, celui-ci est commandé à la Deutsche Reichsbahn en 1937, puis livré en août 1939. Son premier voyage se fait de Berlin au Nord-Ouest de la Pologne peu après le début de la Guerre. Ce train lui servait également de quartier général qui était appelé FHQu Frühlingssturm (vent de printemps) quand pendant la campagne des Balkans au printemps 1941, il fut localisé à Mönichkirchen en Autriche. Auparavant en 1940 le train était nommé Führersonderzug « Amerika » et fut désigné après sous le code de Führersonderzug « Brandenburg » après l'entrée en guerre des États-Unis. Après la campagne des Balkans, le train ne fut plus utilisé comme quartier général, mais Hitler l'utilisa toujours pour ses déplacements entre Berlin, Berchtesgaden et Munich notamment. Le dernier voyage en train a lieu le 16 janvier 1945 de Adlerhorst, en direction de Berlin. 
Deux trains fantômes existaient également, pour rouler devant et derrière ce train et servir de leurre. Les villes d'arrivées du train étaient souvent choisies à cause de la présence d'un tunnel permettant d'abriter le long train des bombardements.
La composition exacte du Führersonderzug n'est pas connue avec certitude, néanmoins un nombre important de détails sont révélés par les informations du départ "Bln 2009", quand le train partit d’Anhalter Bahnhof à Berlin le 23 juin 1941 pour arriver à la Wolfsschanze le 24 juin 1941.
Les seize ou dix-sept véhicules composant le train, pour environ 430 mètres de longueur, sont dans l'ordre :
- deux locomotives en unité multiple ;
- un wagon de combat (Flakwagen) armé de deux canons antiaériens[10] ;
- un fourgon à bagages ;
- le Führerwagen, voiture réservée à l'usage personnel de Hitler ; ce wagon est brulé en Autriche par les SS le 7 mai 1945 puis rendu plus tard aux Allemands[10].
- le Befehlswagen (voiture de commandement) incluant une salle de conférence et un centre de télécommunications ;
- le Begleitkommandowagen, pour le Führerbegleitkommando (unité SS chargée de la protection de Hitler, 26 hommes[10]) ;
- une voiture salle à manger ;
- deux voitures pour invités ;
- le Badewagen (voiture salle de bains avec une baignoire en marbre[10]) ;
- une seconde voiture salle à manger ;
- deux voitures-couchettes pour le personnel ;
- un Pressewagen (voiture pour la presse) ;
- un second fourgon à bagages ;
- un dernier wagon de combat Flakwagen.

#### Autres trains spéciaux
Il existait d'autres trains spéciaux (Sonderzug en allemand) utilisés par les dignitaires ou les chefs militaires du régime, comme Göring ou Himmler :
- Ministerzug (train des ministres) utilisé par Ribbentrop et Himmler ;
- Sonderzug "Afrika" (aussi appelé "Braunschweig"), utilisé par le chef du haut commandement des forces armées allemandes (Chef des Oberkommandos der Wehrmacht (Chef des OKW))[h]
- Sonderzug "Asien" (aussi appelé "Pommern") utilisé par Hermann Göring[i] ;
- Sonderzug "Atlantik" (aussi appelé "Auerhahn"), utilisé par le commandant en chef de la Kriegsmarine[j] ;
- Sonderzug "Atlas" (aussi appelé "Franken"), un train de commandement utilisé par l'état-major d'opérations des forces armées (Wehrmachtführungsstabes) ;
- Sonderzug "Enzian", train de commandement utilisé par le chef du service de renseignement de la Luftwaffe (Nachrichtenwesens der Luftwaffe) ;
- Sonderzug "Ostpreußen" (aussi appelé "Sonderzug 4"), utilisé par le haut commandement de l’Armée de terre (Oberkommando des Heeres (OKH))[k] ;
- Sonderzug "Robinson 1", utilisé par le commandement de la Luftwaffe ;
- Sonderzug "Robinson 2", utilisé par le chef d'état-major adjoint de la Luftwaffe[l] ;
- Sonderzug "Steiermark" (aussi appelé "Heinrich" et "Transport 44") utilisé par Himmler ;
- Sonderzug "Westfalen", utilisé par Ribbentrop ;
- Sonderzug "Württemberg", utilisé par le chef d'état-major adjoint de la Heer (Gen. St.d. H. - Generalstabschef des Heeres)[m].

## Galerie de photographies

Images de quelques sites (clichés pris entre 2009 et 2013)
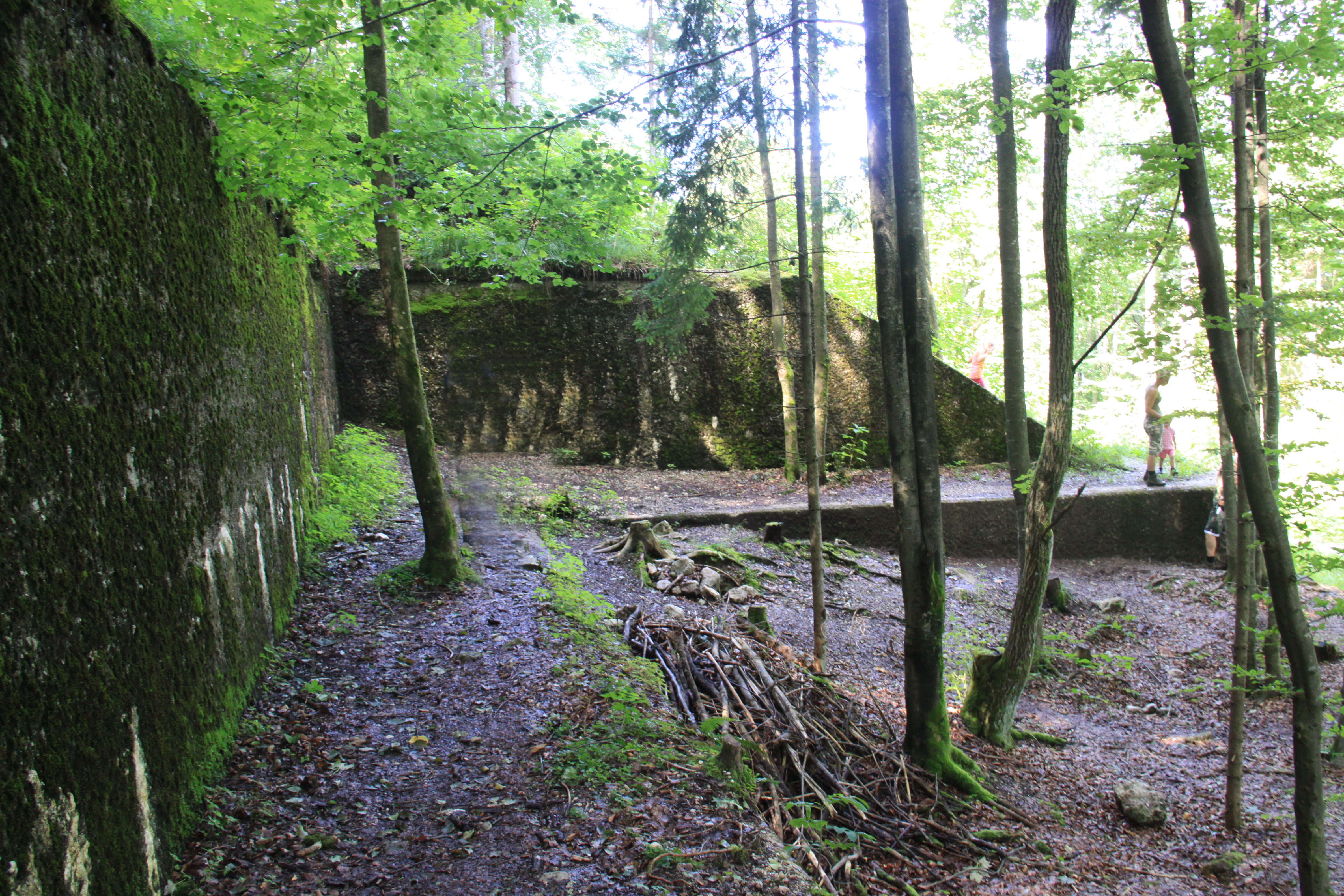
Restes du Berghof, dans les Alpes bavaroises.
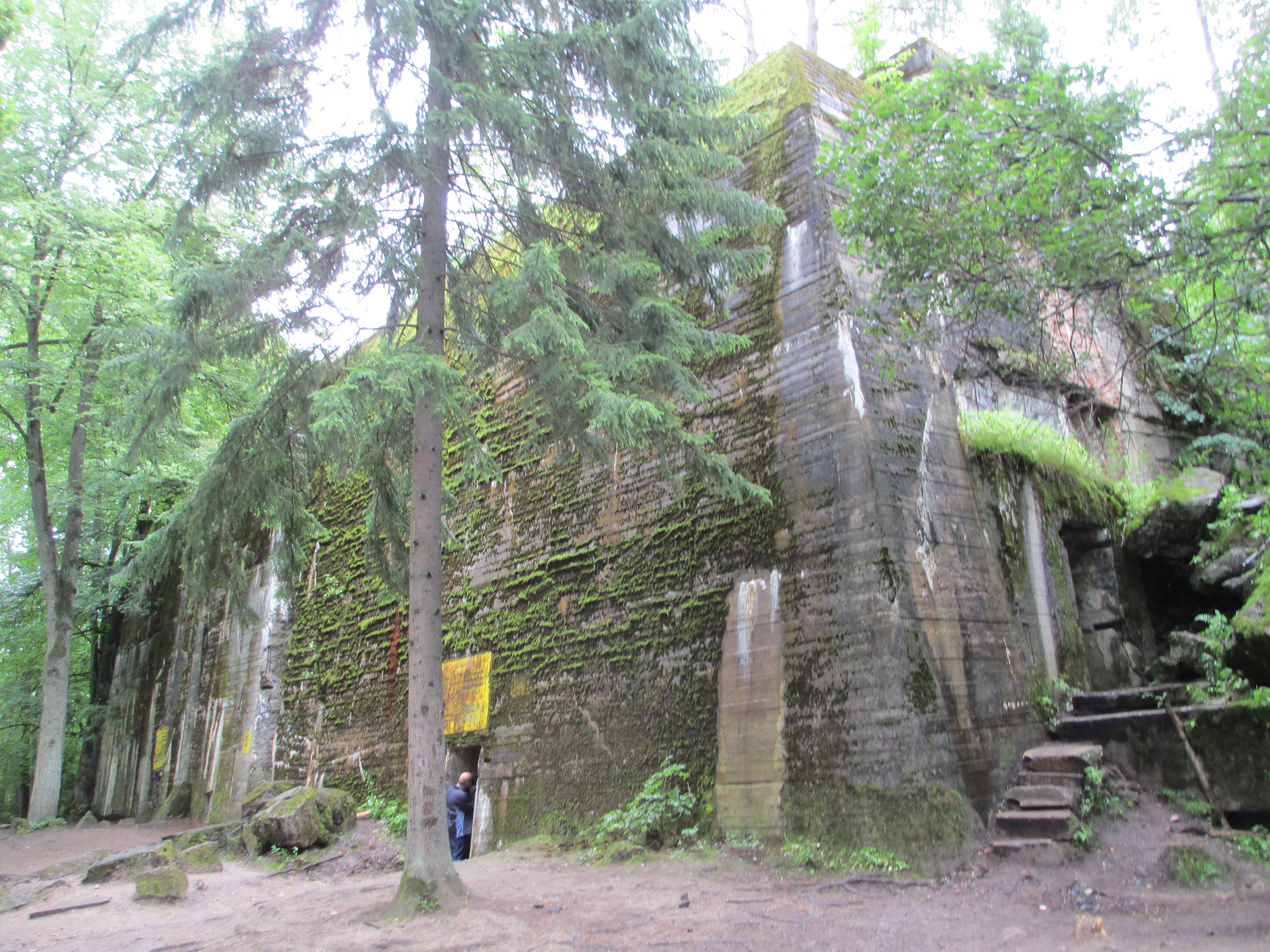
Bunker réservé à Hitler à la Wolfsschanze (en province de Prusse-Orientale).
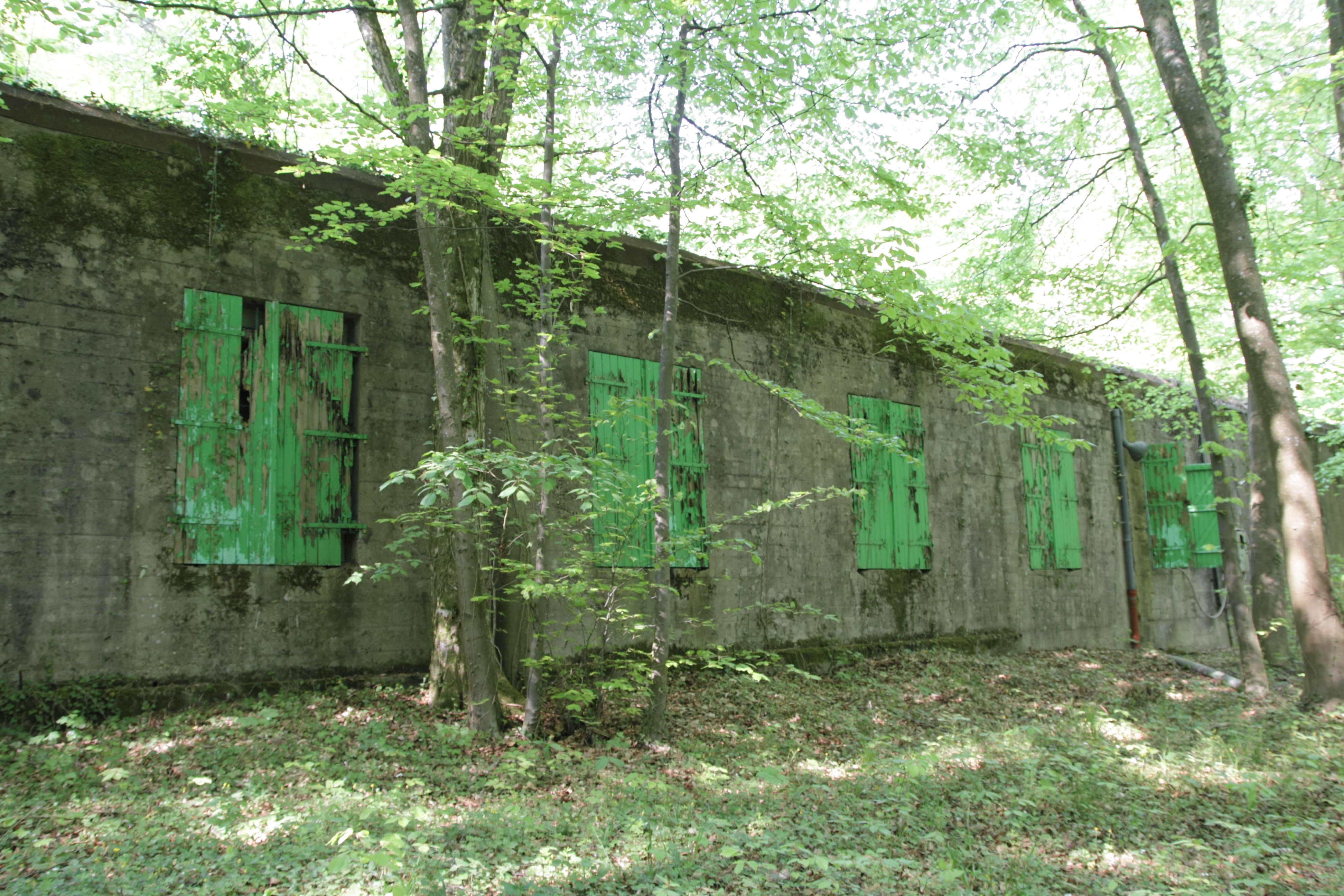
Quartier général inachevé Brunehilde à Angevillers (Moselle).
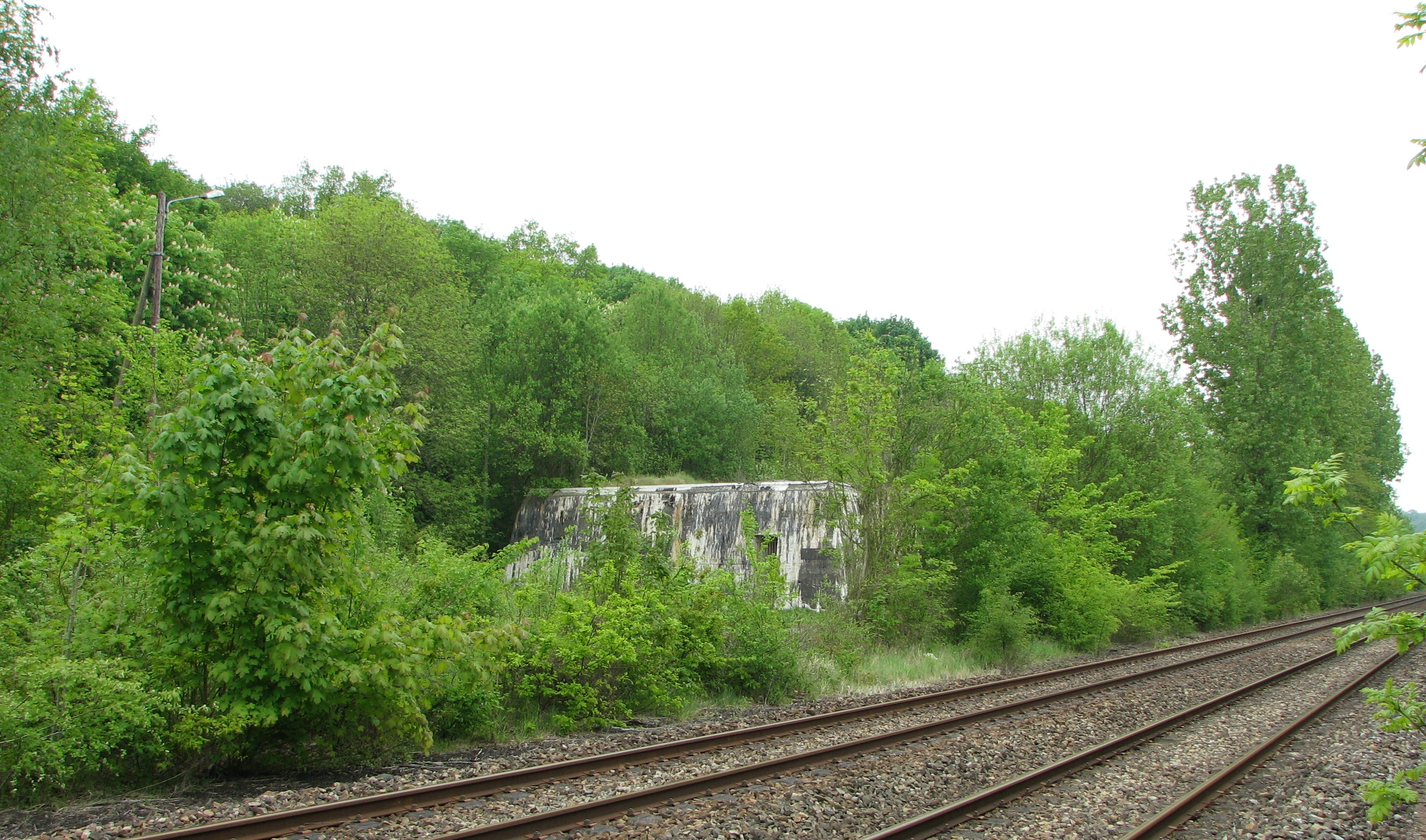
Bunker visible depuis la voie ferrée Laon-Soissons, appartenant au complexe du Wolfsschlucht II (le Ravin du Loup II) à Margival (Aisne).